# U.S. Route 87
U.S Route 87 (också kallad U.S. Highway 87 eller med förkortningen  US 87) är en federal landsväg i USA som går från Havre i norra Montana till Port Lavaca i södra Texas. Stora delar av sträckningen är samskyltade med motorvägarna Interstate 25, Interstate 27 och Interstate 90.
Större städer längs sträckan är Great Falls och Billings i Montana, Casper och Cheyenne i Wyoming, Denver, Colorado Springs och Pueblo i Colorado, samt Amarillo, Lubbock, San Angelo, San Antonio och Victoria i Texas.